# Snět
Snět je obec v okrese Benešov ve Středočeském kraji. Leží asi 28 kilometrů východně od města Vlašim, poblíž vodní nádrže Želivka. Žije zde 96 obyvatel.

## Historie
První písemná zmínka o obci pochází z roku 1352. V minulosti (např. v Ottově slovníku naučném) se uváděla pod názvem Sněť.

## Obyvatelstvo
| Rok            | 1869 | 1880 | 1890 | 1900 | 1910 | 1921 | 1930 | 1950 | 1961 | 1970 | 1980 | 1991 | 2001 | 2011 | 2021 |
| -------------- | ---- | ---- | ---- | ---- | ---- | ---- | ---- | ---- | ---- | ---- | ---- | ---- | ---- | ---- | ---- |
| Počet obyvatel | 312  | 365  | 396  | 410  | 406  | 356  | 320  | 253  | 271  | 219  | 158  | 135  | 109  | 98   | 101  |
| Počet domů     | 48   | 53   | 58   | 63   | 63   | 64   | 69   | 72   | 70   | 57   | 52   | 53   | 61   | 58   | 59   |

## Obecní správa

### Územněsprávní začlenění
Dějiny územněsprávního začleňování zahrnují období od roku 1850 do současnosti. V chronologickém přehledu je uvedena územně administrativní příslušnost obce v roce, kdy ke změně došlo:
- 1850 země česká, kraj Pardubice, politický okres Ledeč, soudní okres Dolní Kralovice[6]
- 1855 země česká, kraj Čáslav, soudní okres Dolní Kralovice
- 1868 země česká, politický okres Ledeč, soudní okres Dolní Kralovice
- 1939 země česká, Oberlandrat Německý Brod, politický okres Ledeč nad Sázavou, soudní okres Dolní Kralovice[7]
- 1942 země česká, Oberlandrat Tábor, politický okres Ledeč nad Sázavou, soudní okres Dolní Kralovice[8]
- 1945 země česká, správní okres Ledeč nad Sázavou, soudní okres Dolní Kralovice[9]
- 1949 Jihlavský kraj, okres Ledeč nad Sázavou[10]
- 1960 Východočeský kraj, okres Havlíčkův Brod
- k 1. srpnu 1967 Středočeský kraj, okres Benešov[11]
- k 1. lednu 1980 Středočeský kraj, okres Benešov, obec Dolní Kralovice[11]
- k 24. listopadu 1990 Středočeský kraj, okres Benešov[11]
- 2003 Středočeský kraj, okres Benešov, obec s rozšířenou působností Vlašim

### Obecní symboly
Znak a vlajka byly obci uděleny rozhodnutím předsedkyně Poslanecké sněmovny Parlamentu České republiky dne 2. července 2024.

## Společnost
V obci Snět (362 obyvatel) byly v roce 1932 evidovány tyto živnosti a obchody: cihelna, 2 hostince, kolář, kovář, krejčí, obchod se smíšeným zbožím, Spořitelní a záložní spolek pro Snět, Spořitelní a záložní spolek Svépomoc pro Snět, trafika, truhlář.

## Doprava
Dopravní síť
- Pozemní komunikace – Do obce vedou silnice III. třídy.

- Železnice – Železniční trať ani stanice na území městyse nejsou.

Veřejná doprava 2012
- Autobusová doprava – V obci zastavovaly autobusové linky jedoucí např. do těchto cílů: Benešov, Dolní Kralovice, Praha, Trhový Štěpánov, Vlašim, Zruč nad Sázavou.

## Turistika
- Cyklistika – Obcí prochází cyklotrasa č. 0084 Dolní Kralovice - Šetějovice - Snět - Hořice - Čechtice.

- Pěší turistika – Obcí vede turistická trasa  Snět - Křivsoudov - Keblov - Trhový Štěpánov.

## Pamětihodnosti

### Kostel

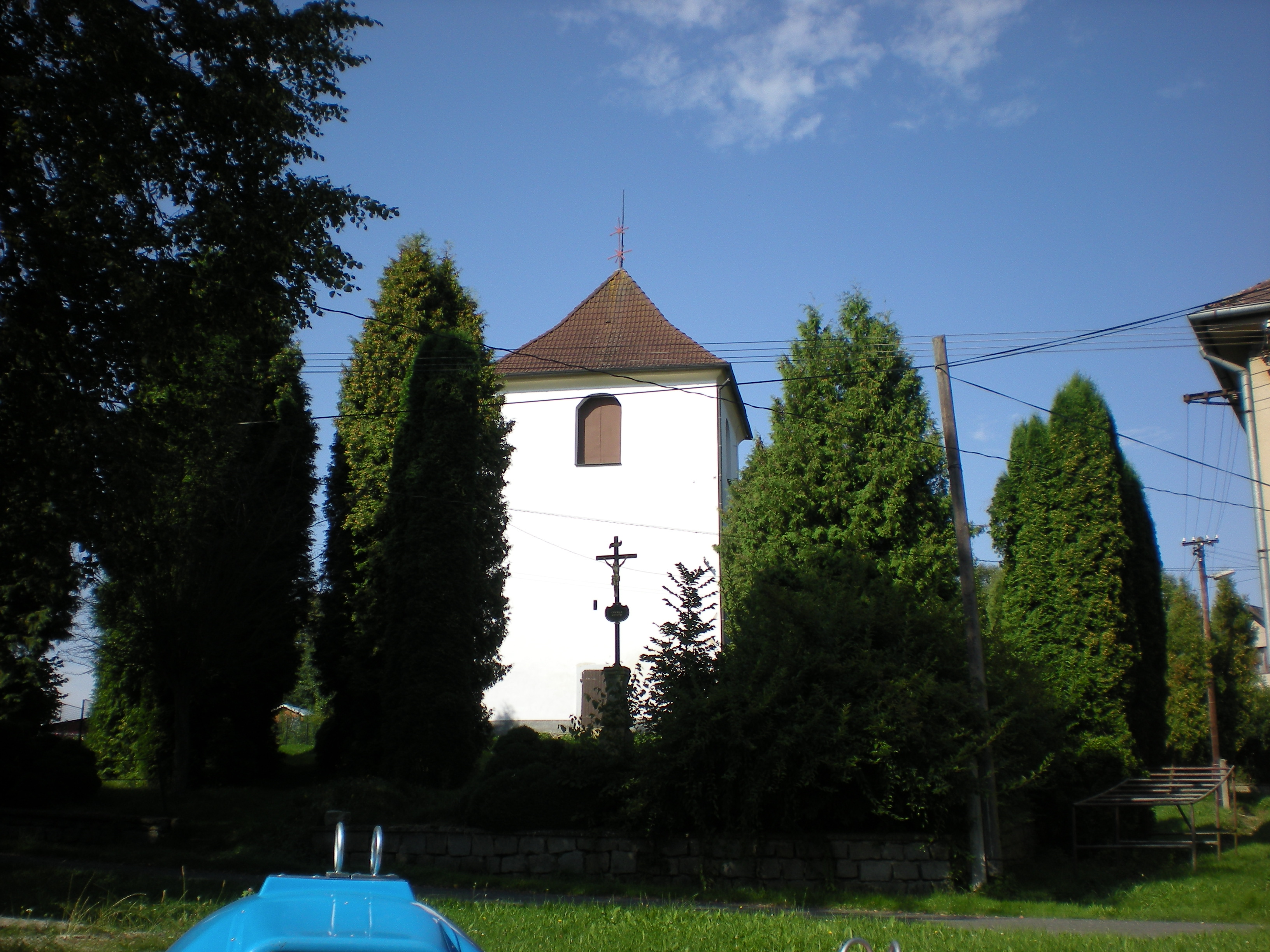
Část kostela viditelná z návsi

V obci se nedaleko návsi nachází barokní kostel svatého Petra a Pavla. První zmínky o něm sahají do roku 1350, jeho styl je však pozdně barokní z roku 1778. Původně měl kostel velké tři zvony a umíráček. Dochoval se z nich pouze jeden z roku 1473 od kutnohorského zvonaře Ondřeje Ptáčka.